# Staatliche Universität Jerewan

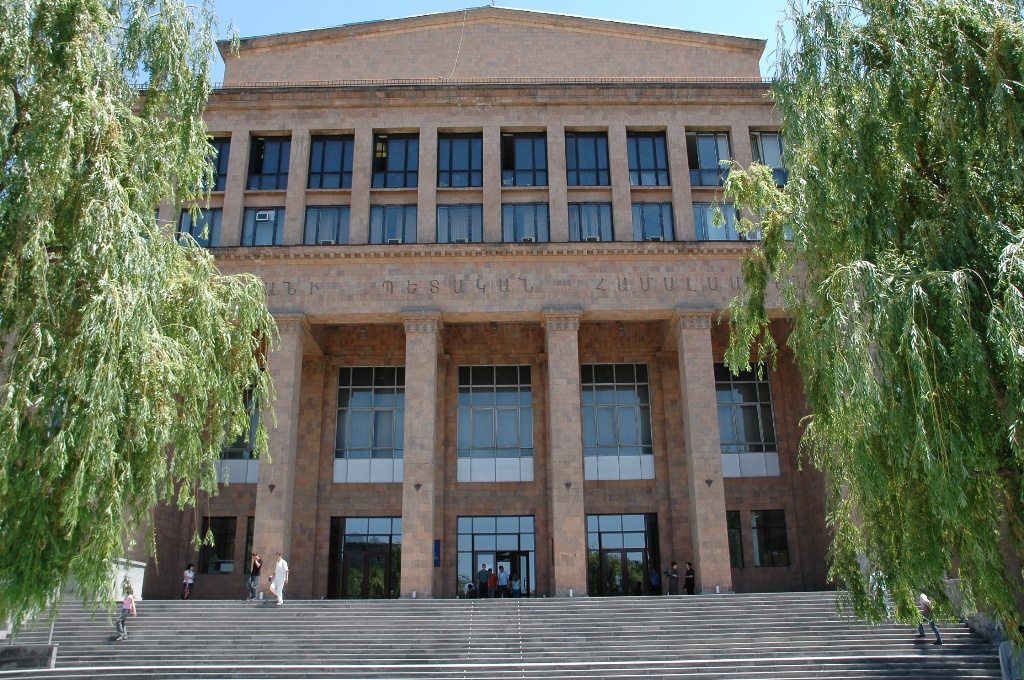
Zentraleingang Jerewaner Staatsuniversität

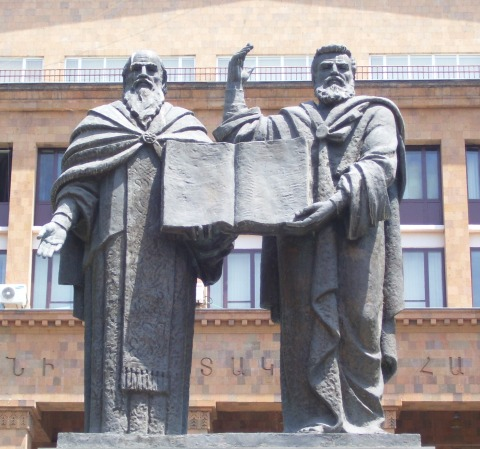
Statuen von Mesrop Maschtoz und Sahak Parthev in der Universität

Die Staatliche Universität Jerewan (armenisch: Երեվանի Պետական Համալսարան; russisch Ереванский государственный университет; englisch: Yerevan State University (YSU)) ist eine staatliche Hochschule in Jerewan in Armenien. An der Universität studieren etwa 13.000 Studenten, davon etwa 9.500 Bachelorstudenten und 300 Ausländer, womit sie eine der größten Universitäten des Landes ist. Etwa 1200 Lehrkräfte sind an der Hochschule beschäftigt.

## Geschichte

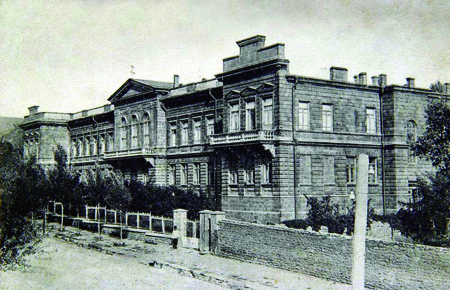
Das erste Gebäude der YSU, 1921

Die Gründung einer Staatlichen Universität Jerewan wurde am 16. Mai 1919 auf Bestreben des damaligen Außenministers Sirakan Tigranjan beschlossen, als erster Rektor wurde Juri Ghambarjan berufen. Die ersten Lehrveranstaltungen fanden ab Februar 1920 statt, in der damals einzigen Fakultät für Geschichte und Linguistik. Eingeschrieben waren 262 Studenten, angestellt waren 32 Lehrpersonen, darunter Hakob Manandjan, Manuk Abeghjan und Stepan Malchasjanz. Nach der Eingliederung Armeniens in die Sowjetunion im Jahr 1920 wurde am 17. Dezember die bisher als Handelsschule-Alexandrapol bezeichnete Einrichtung in „Nationale Universität“ umbenannt. In den 1920er Jahren wurde das Bildungsangebot beständig erweitert. '21 existierten die Fakultäten für Sozialwissenschaften und Biologie, Orientalistik, Technische Wissenschaften und Pädagogik und Sowjet-Wissenschaften. Die Fakultät für Biologie wurde noch vor 1922 in die Fakultät für Agrarwissenschaften umgewidmet.
Im Jahr 1922 wurde die Fakultät für Medizin eingeweiht.
Am 20. Oktober 1923 erfolgte dann die Umbenennung in „Staatliche Universität Jerewan“, durch die sich auch das gesteigerte Interesse der Politik an der Universität ausdrückt. Das armenische Lehrpersonal wurde um ausländische Dozenten ergänzt, um Methoden und Fremdsprachen in die Universität hineinzutragen. die Pädagogik wurde 1934 aus dem Betrieb der YSU ausgegliedert und in einem eigenständigen Institut neu gegründet. Im gleichen Jahr wurden die Fakultäten für Biologie und Chemie gegründet.
Im Jahr 1945 wurde eine Fakultät für internationale Beziehungen eröffnet, die bis 1953 Bestand hatte. Das Institut für Russisch und Fremdsprachen eröffnete 1957 und wurde 1961 aus der YSU herausgelöst. 1959 nahmen die Fakultäten für Physik und für Mathematik ihren Betrieb auf.
In den Jahren ab 1960 bis 1990 begann die Staatliche Universität Jerewan ihre eigenen wissenschaftlichen Zeitschriften zu verlegen.
Ab 1995 folgte die Umformung der Studiengänge und des Lehrbetriebs hin zum Bachelor- & Master-Bildungssystem.

### Stiftung, Kuratorium & Direktorat
Am 27. November 2014 folgte die Umstrukturierung in eine Stiftung, der ein Kuratorium aus damals 32 Mitgliedern vorsaß. Das heutige Kuratorium besteht aus 20 Mitgliedern (Stand 2025). Es ist zu je einem Viertel besetzt mit „im Namen des Stifters ernannten Kuratoriumsmitgliedern“, darunter mehrheitlich Minister, sowie mit „von der Autorisierten Stelle benannten“, mit „von den Fakultäten“ (Professoren) und „von den Studenten gewählten Kuratoriumsmitgliedern“.
Derzeitiger Rektor ist Hovhannes Hovhannisjan.

### Bibliothek & Verlag

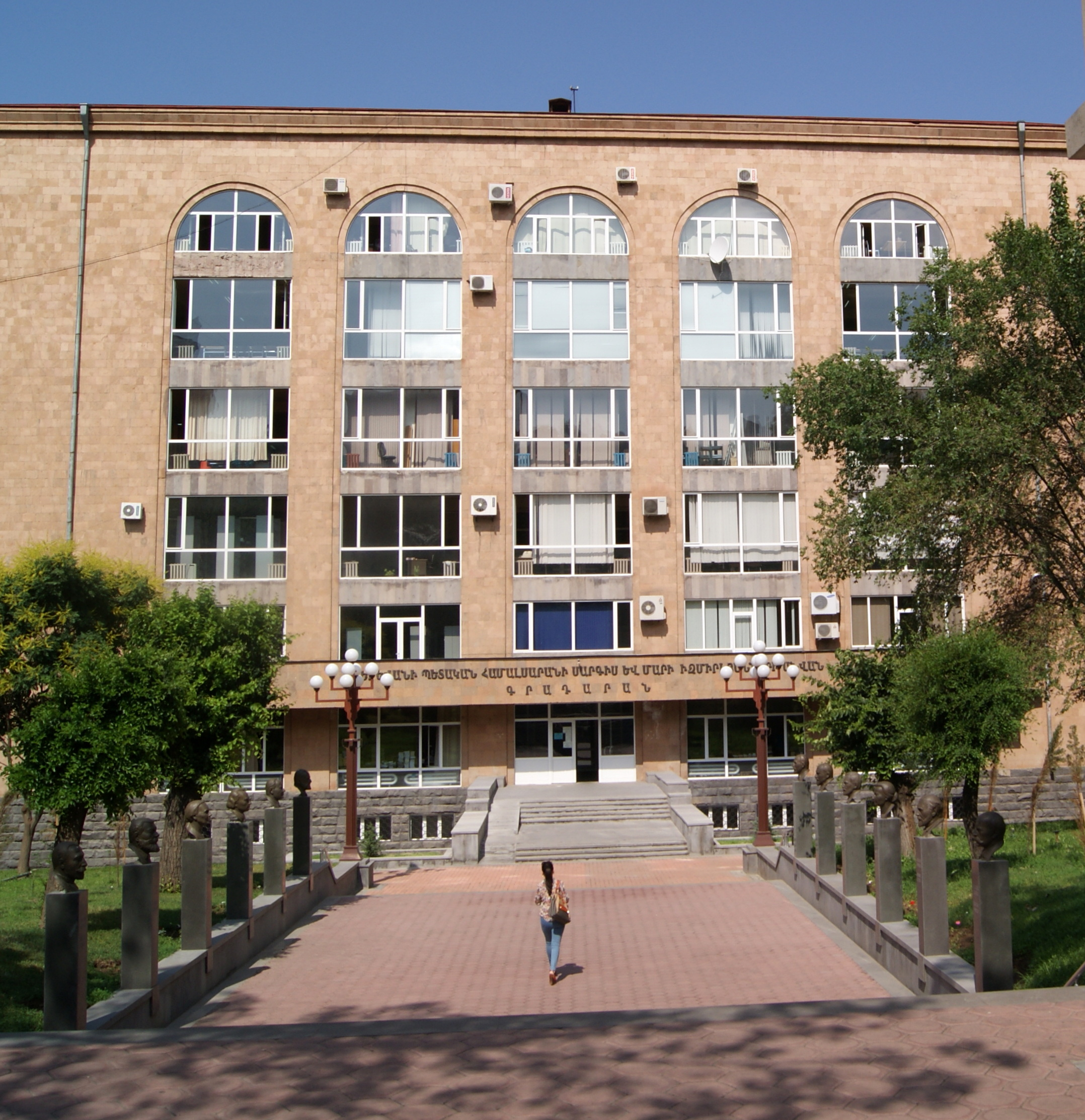
Gebäude der Bibliothek

Die „Sarkis und Marie Izmirlian Bibliothek der Staatlichen Universität Jerewans“ wurde am 28. Februar 1920 gegründet und am 8. November 1922 feierlich eröffnet.
Während im Jahr 1927 auf rund 52.000 bereitstehende Werke etwa 530 Leser kamen, stehen in der Universitätsbibliothek heute rund zwei Millionen Bücher, von denen rund 1,2 Millionen wissenschaftliche Literatur sind.
Zum 75. Jubiläum der Bibliothek wurde ein neues Gebäude errichtet, dass durch eine Spende des Namensgebers finanziert wurde.
Die Zeitung der Universität „Universität von Armenien“ wird bereits seit dem 31. Januar 1920 verlegt und erscheint aktuell monatlich unter dem Namen „Universität Jerewans“.

## Fakultäten
- Biologie
- Chemie
- Informatik und angewandte Mathematik
- Mathematik & Mechanik
- Physik
- Radiophysik
- Armenische Philologie
- Wirtschaftswissenschaften & Management
- Geschichte
- Geographie & Geologie
- Internationale Beziehungen
- Journalismus
- Orientalistik
- Philosophie und Psychologie
- Rechtswissenschaften
- Romanische und germanische Sprachen
- Russische Philologie
- Soziologie
- Theologie

### Außenstelle Idschewan
Zur Staatlichen Universität Jerewan gehört die seit 1994 bestehende Außenstelle in Idschewan, die vier Fakultäten umfasst: Für Naturwissenschaften, Humanwissenschaften, Wirtschaft und angewandte Kunst.

## Personen

### Professoren und Dozenten
- Manuk Abeghjan (1865–1944), Professor für Literatur
- Hratschia Adscharjan (1876–1953), Professor für Fremdsprachen, vergleichende Grammatik und die Geschichte der armenischen Sprache
- M. Agejew (1898–1973), Dozent für Germanistik
- Howhannes Barseghjan (1920–2014), Ordinarius für Geschichte der Armenischen Sprache
- Matthias Andreas Fritz (* 1968), Dozent für Germanistische Sprachwissenschaft
- Êlda Grin (1928–2016), Professorin für Psychologie
- Arpine Howhannisjan (* 1983), Dozentin für Zivilrecht
- Zabel Jesajan (1878–1943), Dozentin für französische und armenische Literatur
- Lija Osipjan (* 1930), Professorin für Botanik
- Steffen Roth (* 1976), Professor für Soziologie
- Lewon Rotinjan (1879–1964), Dozent für Physikochemie
- Armen Sarkissjan (* 1953), Professor für Physik
- Artasches Schahinjan (1907–1978), Dekan der physikalisch-mathematischen Fakultät
- Wilhelm Solms (1937–2024), Gastdozent für Germanistik
- Karen Swassjan (1948–2024), Professor für Philosophie, Kulturgeschichte und Ästhetik

### Studenten
- Howik Abrahamjan (* 1958), Ministerpräsident
- Vahram Atayan (* 1972), Sprach- und Übersetzungswissenschaftler
- Arpat Avanesjan (* 1944), Politiker
- Howhannes Barseghjan (1920–2014), Linguist
- Kurt M. Campbell (* 1957), Regierungsbeamter und Politikwissenschaftler
- Celile Celil (* 1936), Historiker und Autor
- Hovik Ch. Djivanjan (* 1972), Politiker
- Armenuhi Drost-Abgarjan (* 1955), Philologin
- Dschanik Dschanojan (1928–2010), Politiker und Manager
- Gagik Harutjunjan (* 1948), Premierminister
- Karen Lewoni Grigorjan (* 1968), Diplomat
- Manwel Grigorjan (1956–2020), Generalmajor und Politiker
- Arpine Howhannisjan (* 1983), Politikerin und Rechtsanwältin
- Margarit Jessajan (* 1958), Journalistin und Politikerin
- Silwa Kaputikjan (1919–2006), Schriftstellerin, Dichterin und Akademikerin
- Karen Karapetjan (* 1963), Bürgermeister Jerewans
- Samwel Kotscharjanz (1909–1993), Elektrotechniker und Kernwaffentechniker
- Tatul Krpejan (1965–1991), Kommandeur
- Theo van Lint (* 1957), Armenologe
- Sergei Mergeljan (1928–2008), Mathematiker
- Lewon Mkrttschjan (* 1965), Politiker
- Aram Nalbandjan (1908–1987), Physikochemiker
- Lija Osipjan (* 1930), Botanikerin, Pflanzenphysiologin und Mykologin
- Howhannes Sargsjan (* 1987), Skilangläufer und Biathlet
- Sersch Sargsjan (* 1954), Politiker und Staatspräsident
- Artasches Schahinjan (1907–1978), Mathematiker
- Paroujr Sewak (1924–1971), Dichter und Literaturwissenschaftler
- Aschot Smbatjan (* 1969), Diplomat
- Anna Ter-Awetikjan (1908–2013), Architektin
- Lewon Ter-Petrosjan (* 1945), Politiker und Staatspräsident